# エアシャワー
エアシャワー（air shower）またはエアーシャワーとは、クリーンルームなどの清浄域の出入口に設けられる機器。

## 目的と設備
エアシャワーの設置目的はクリーンルームなどの清浄域の清浄空気と室外の汚染空気との接触を防ぐことにある（エアロック効果）。また、入室者の衣服等に付着したゴミなどをあらかじめ取り除くための設備でもある。このほかクリーンルームに入室することを作業者に意識させる効果もある。
エアシャワーが有効とされるのは5 µm以上の微粒子で風速10 m/s以上であれば有効である。ただし、2 µm以下の微粒子にはあまり効果はない。
風速を強くすると吹付時間を短くできるが、衣服内からの発塵も多くなり作業者の不快感も増すため調整されている。一般的には風速20 m/s程度で15 - 20秒の場合が多い。
クリーンルーム内外の空気の混合を避けるため、緊急時以外は二重扉はインターロックで同時に開かないようになっている。
また、高濃度粉塵の除塵装置としてダイオキシン類対策工事・石綿除去工事で設置する場合は床吸い込み型で、出来るだけ風速が強いもの、コンプレッサーとつないで圧縮エアーが出る(エアーガン付・パルスエア付など）等作業着全体の除塵能力が強力なタイプを選定したほうが、曝露対策として安心である。

## エアシャワーの設置される施設
- クリーンルーム
  - 電子機器、半導体の工場など
- 食品の製造工場
  - 食品の製造の場合、埃だけでなくウイルスも避けなければならないため、エアシャワーへ入る前に頭髪の処理や手指の洗浄も行う必要がある。

## メーカー
- 愛豊工業株式会社
- 日本エアーテック株式会社
- 日本スピンドル製造株式会社
- 日本バイリーン株式会社
- 株式会社日立産機システム
- コトヒラ工業株式会社
- 株式会社パイオニア風力機
- 株式会社ホクト総研
- コクヨウ株式会社

（五十音順）